# うみへび座V星
うみへび座V星（うみへびざVせい）は、うみへび座の脈動変光星。

## 概要
SRA型の半規則型変光星で、530.7日の周期で6.0等と12.3等の間を変光する。うみへび座V星が分類されるSRA型は半規則型変光星の中でも周期性の良い変光をする赤色巨星が分類される型であり、V星自身も脈動に伴いスペクトル型がC6,3e-C7,5eの間を変化する赤色巨星である（ハーバード方式ではN6e）。V星は炭素星なので同じ表面温度のM型のスペクトルをもつ星より赤い色で輝いており、二重周期をもっているため平均光度が変動している。

## 名称
学名はV Hydrae（略称：V Hya）、ボン掃天星表の番号はBD-20°3283。